# 新日鐵アワー・音楽の森
『新日鐵アワー・音楽の森』（しんにってつアワー・おんがくのもり）は、エフエム東京製作で、エフエム大阪、エフエム愛知、エフエム福岡、沖縄の極東放送→エフエム沖縄に向けて放送された新日本製鐵（現・日本製鉄）協賛の音楽番組。

## 概要
1976年から1990年 3月30日まで、平日夕方に放送。当初から東名阪福の最先発FM4局に加えて、中波ながらFM東京と放送業務提携だった極東放送の5局にてスタート。1982年以降全国各道県に次々と開局したJFN系列の新局にはネットしなかったが、唯一例外として極東放送だけFM沖縄（1984年9月開局）改組・転換後も番組は継続し、最終回まで一貫して5局のみで放送された。
毎回、国弘洋右子（国弘よう子、国弘洋子、国弘陽子などの表記もあり）のナレーション
と、冨田勲編曲・演奏のシンセサイザーによる「アラベスク第1番」（ドビュッシー作曲）ならびに「鳥」第5曲「郭公」（レスピーギ作曲）のテーマ曲が流れる中始まった。番組では、主にクラシックなど、今日でいうヒーリング（癒し）系の音楽が中心で構成されたもので、男性パーソナリティー（後述）と国弘、および「森の仲間達」といわれる累計250人から300人程度のゲストによる軽快なおしゃべりも交えて展開された。エンディングにはクライスラー「美しきロスマリン」のフルート編曲版（演奏はジェームズ・ゴールウェイ）が使われていた。

## 男性パーソナリティー
- 初代（1976年 - 1978年）　山本直純（作曲家）
1978年8月6日の交通違反スキャンダルにより降板。
- 2代目（1978年 - 1985年）　立川清登（声楽家）
担当中に急死。1986年1月の最初の放送で「今年もよろしくお願いします」と年賀の挨拶を収録した模様を含め、立川の追悼特番を実施。その後つなぎ的に国弘1人で進行
- 3代目（1986年 - 1990年）　羽田健太郎（ピアニスト・作曲家）

## 主なゲスト
- 三枝成彰
- 日野皓正
- 藤原真理
- 宮本文昭